# Апостольский нунций в Катаре
Апостольский нунций в Государстве Катар — дипломатический представитель Святого Престола в Катаре. Данный дипломатический пост занимает церковно-дипломатический представитель Ватикана в ранге посла. Апостольская нунциатура в Катаре была учреждена на постоянной основе 18 ноября 2002 года.
В настоящее время Апостольским нунцием в Катаре является архиепископ Юджин Мартин Наджент, назначенный Папой Франциском 7 января 2021 года.

## История
Апостольская нунциатура в Катаре была учреждена на постоянной основе 18 ноября 2002 года, папой римским Иоанном Павлом II, отделяя её от апостольской делегатуры на Аравийском полуострове. Однако апостольский нунций не имеет официальной резиденции в Катаре, в его столице Дохе и является апостольским нунцием по совместительству, эпизодически навещая страну. Резиденцией апостольского нунция в Катаре является Эль-Кувейт — столица Кувейта.

## Апостольские нунции в Катаре
- Джузеппе Де Андреа — (29 ноября 2003 — 27 августа 2005, в отставке);
- Поль-Мунжед эль-Хашем (27 августа 2005 — 2 декабря 2009, в отставке);
- Петар Ражич — (2 декабря 2009 — 15 июня 2015 — назначен апостольским нунцием в Анголе и Сан-Томе и Принсипи);
- Франсиско Монтесильо Падилья — (6 мая 2017 — 17 апреля 2020 — назначен апостольским нунцием в Гватемале).
- Юджин Мартин Наджент — (7 января 2021 — по настоящее время).